# Kim Il Sung-torget
Kim Il Sung-torget är ett stort torg i centrala Pyongyang i Nordkorea uppkallat efter landets grundare, Kim Il Sung. Det öppnades i augusti 1954 och ligger på Taedongs västra strand, mittemot Juchetornet på andra sidan floden. Ytan är cirka 75 000 kvadratmeter, vilket gör det till det 30:e största torget i världen. Torget har plats för mer än 100 000 personer. Det har stor kulturell betydelse då det är en vanlig samlingsplats för festligheter och militära parader och visas ofta i media om Nordkorea.